# Mare de Déu de la Trobada (riu)
|  | Per a l'ermita del mateix nom vegeu Mare de Déu de la Trobada |

El riu de la Mare de Déu de la Trobada és un curs d'aigua del poble de Bellestar, a l'Alt Urgell. El riu travessa els camps de regadiu de Bellestar fins a arribar a l'ermita de la Mare de Déu de la Trobada, que dona nom al riu, poc abans d'arribar a l'ermita desemboca a ell el riu d'Aravell. Passada l'ermita acaba desembocan al riu Segre. El recorregut del riu és curt i el seu cabal no és molt important i no surt en cap moment del municipi de Montferrer i Castellbò.
El riu també és conegut com a riu de Bellestar, ja que transcorre per aquesta població, però aquest nom no és molt encertat, ja que ja existeix un riu amb el mateix nom a la població que desemboca al riu d'Aravell per després acabar desembocant al riu de la Mare de Déu de la Trobada.